# Elitloppet 2023
Elitloppet 2023 var den 72:a upplagan av Elitloppet, som kördes söndagen den 28 maj 2023 på Solvalla i Stockholm. Loppet vanns av den franska hästen Hohneck, tränad av Philippe Allaire och körd av Gabriele Gelormini.

## Upplägg och genomförande
Elitloppet är ett inbjudningslopp och varje år bjuds 16 hästar som utmärkt sig in till Elitloppet. Hästarna lottas in i två kvalheat, och de fyra bästa i varje försök går vidare till finalen som sker 2–3 timmar senare samma dag. Ju
bättre placering i kvalheatet, desto tidigare får hästens tränare välja startspår inför finalen. Samtliga tre lopp travas sedan 1965 över sprinterdistansen 1 609 meter (engelska milen) med autostart (bilstart). Inför 2022 års upplaga av Elitloppet höjdes förstapriset till 5 miljoner kronor, och kom därmed att bli världens mest penningstinna sulkylopp.
I Elitloppet får en och samma kusk köra en häst i endast ett kvalheat, en regel som infördes till 2018. Tidigare hade samma kusk kunnat köra i båda försöken för att sedan välja häst i finalen. Samma kusk ska köra hästen i både försök och final. Ägare, tränare, skötare och uppfödare kan fortfarande ha flera deltagande hästar.

### Direktkvalificering
I följande lopp blir vinnaren direktkvalificerad till Elitloppet:
| Lopp                      | Bana     | Distans | Grupp   |
| ------------------------- | -------- | ------- | ------- |
| Paralympiatravet          | Åby      | 2 140 m | Grupp 1 |
| Finlandialoppet           | Vermo    | 1 620 m | Grupp 1 |
| Meadow Roads Lopp         | Solvalla | 1 640 m | -       |
| H.K.H. Prins Daniels Lopp | Gävle    | 1 609 m | Grupp 2 |

### Andra lopp under Elitloppshelgen
Under Elitloppshelgen så körs det även V75-finaler, och V75-spel både lördag och söndag. Andra stora lopp under helgen är Harper Hanovers Lopp, Sweden Cup, Elitkampen, Fyraåringseliten, Treåringseliten, Fyraåringseliten för ston, Lady Snärts Lopp, Lärlingseliten och Montéeliten.

## Inbjudna hästar
| #  | Häst              | Efter           | Kön    | Ålder | Tränare               | Nationalitet | Datum            | Kvalificering             | Ref.   |
| -- | ----------------- | --------------- | ------ | ----- | --------------------- | ------------ | ---------------- | ------------------------- | ------ |
| 1  | San Moteur        | Panne de Moteur | Hingst | 6     | Björn Goop            | Sverige      | 25 februari 2023 | Inbjuden/Paralympiatravet | [ 6 ]  |
| 2  | Etonnant          | Timoko          | Hingst | 9     | Richard Westerink     | Frankrike    | 25 mars 2023     | Inbjuden                  | [ 7 ]  |
| 3  | Vivid Wise As     | Yankee Glide    | Hingst | 9     | Alessandro Gocciadoro | Italien      | 1 april 2023     | Inbjuden                  | [ 8 ]  |
| 4  | Just Believe      | Orlando Vici    | Valack | 8     | Jess Tubbs            | Australien   | 9 april 2023     | Inbjuden                  | [ 9 ]  |
| 5  | Önas Prince       | Chocolatier     | Hingst | 6     | Per Nordström         | Sverige      | 15 april 2023    | Inbjuden                  | [ 10 ] |
| 6  | Go On Boy         | Password        | Hingst | 6     | Romain Derieux        | Frankrike    | 22 april 2023    | Inbjuden                  | [ 11 ] |
| 7  | Don Fanucci Zet   | Hard Livin      | Hingst | 7     | Daniel Redén          | Sverige      | 29 april 2023    | Inbjuden                  | [ 12 ] |
| 8  | Hohneck           | Royal Dream     | Hingst | 6     | Philippe Allaire      | Frankrike    | 6 maj 2023       | Inbjuden                  | [ 13 ] |
| 9  | Stoletheshow      | Dream Vacation  | Hingst | 8     | Frode Hamre           | Sverige      | 7 maj 2023       | Finlandialoppet           | [ 14 ] |
| 10 | Hail Mary         | Googoo Gaagaa   | Hingst | 7     | Daniel Redén          | Sverige      | 10 maj 2023      | Meadow Roads Lopp         | [ 15 ] |
| 11 | Brother Bill      | From Above      | Valack | 7     | Timo Nurmos           | Sverige      | 13 maj 2023      | Inbjuden                  | [ 16 ] |
| 12 | Vernissage Grif   | Varenne         | Hingst | 9     | Alessandro Gocciadoro | Italien      | 17 maj 2023      | Inbjuden                  | [ 17 ] |
| 13 | Ultion Face       | Joke Face       | Valack | 7     | Adrian Kolgjini       | Sverige      | 20 maj 2023      | Inbjuden                  | [ 18 ] |
| 14 | Mister Hercules   | Trixton         | Hingst | 6     | Daniel Redén          | Sverige      | 20 maj 2023      | H.K.H. Prins Daniels Lopp | [ 19 ] |
| 15 | Usain Töll        | Googoo Gaagaa   | Valack | 7     | Vitale Ciotola        | Italien      | 21 maj 2023      | Inbjuden                  | [ 20 ] |
| 16 | Best Ofdream Trio | Nad Al Sheba    | Hingst | 6     | Erik Killingmo        | Norge        | 21 maj 2023      | Inbjuden                  | [ 21 ] |

### Inbjudna hästar som tackat nej
| Häst        | Efter              | Kön    | Ålder | Tränare         | Nationalitet | Datum        | Beskrivning | Ref.          |
| ----------- | ------------------ | ------ | ----- | --------------- | ------------ | ------------ | --- | ------------- |
| Horsy Dream | Scipion du Goutier | Hingst | 6     | Pierre Belloche | Frankrike    | 19 mars 2023 | Andra hästen att bjudas in. Söndagen den 14 maj kom beskedet att Horsy Dream inte kommer att delta i Elitloppet då hästen var halt när tränaren tog in honom från hagen. | [ 22 ] [ 23 ] |

## Spårlottning
Spårlottningen till Elitloppet lottades direktsänt i TV12 den 21 maj 2023 klockan 17:30. Hästarna var seedade så att San Moteur och Etonnant inte skulle kunna mötas i kvalheat. Det lottades även att heat grön kommer att köras som det första heatet.

### Kvalheat blå
| S | Häst              | Kusk               | Tränare               | Land      |
| - | ----------------- | ------------------ | --------------------- | --------- |
| 1 | Best Ofdream Trio | Kim Eriksson       | Erik Killingmo        | Norge     |
| 2 | Ultion Face       | Adrian Kolgjini    | Adrian Kolgjini       | Sverige   |
| 3 | Mister Hercules   | Santtu Raitala     | Daniel Redén          | Sverige   |
| 4 | Hail Mary         | Åke Svanstedt      | Daniel Redén          | Sverige   |
| 5 | Hohneck           | Gabriele Gelormini | Philippe Allaire      | Frankrike |
| 6 | San Moteur        | Björn Goop         | Björn Goop            | Sverige   |
| 7 | Vivid Wise As     | Matthieu Abrivard  | Alessandro Gocciadoro | Italien   |
| 8 | Usain Töll        | Alexandre Abrivard | Vitale Ciotola        | Italien   |

### Kvalheat grön
| S | Häst            | Kusk                  | Tränare               | Land       |
| - | --------------- | --------------------- | --------------------- | ---------- |
| 1 | Don Fanucci Zet | Örjan Kihlström       | Daniel Redén          | Sverige    |
| 2 | Önas Prince     | Per Nordström         | Per Nordström         | Sverige    |
| 3 | Stoletheshow    | Dexter Dunn           | Frode Hamre           | Sverige    |
| 4 | Etonnant        | Anthony Barrier       | Richard Westerink     | Frankrike  |
| 5 | Vernissage Grif | Alessandro Gocciadoro | Alessandro Gocciadoro | Italien    |
| 6 | Go On Boy       | Romain Derieux        | Romain Derieux        | Frankrike  |
| 7 | Just Believe    | Greg Sugars           | Jess Tubbs            | Australien |
| 8 | Brother Bill    | Magnus A. Djuse       | Timo Nurmos           | Sverige    |

### Finallottning
Lottningen för finalheatet ägde rum på Solvallas stallbacke runt klockan 16:50. Segrarna i kvalheaten Anthony Barrier (Etonnant) och Björn Goop (San Moteur) fick dra boll om vem som får välja spår först. Lottningen visade att Goop fick välja spår först.
| S | Häst          | Kusk               | Tränare               | Land      |
| - | ------------- | ------------------ | --------------------- | --------- |
| 1 | Hohneck       | Gabriele Gelormini | Philippe Allaire      | Frankrike |
| 2 | San Moteur    | Björn Goop         | Björn Goop            | Sverige   |
| 3 | Etonnant      | Anthony Barrier    | Richard Westerink     | Frankrike |
| 4 | Go On Boy     | Romain Derieux     | Romain Derieux        | Frankrike |
| 5 | Önas Prince   | Per Nordström      | Per Nordström         | Sverige   |
| 6 | Vivid Wise As | Matthieu Abrivard  | Alessandro Gocciadoro | Italien   |
| 7 | Hail Mary     | Åke Svanstedt      | Daniel Redén          | Sverige   |
| 8 | Stoletheshow  | Dexter Dunn        | Frode Hamre           | Sverige   |

## Resultat

### Kvalheat 1
| P | S | Häst            | Kusk                  | Tränare               | Land       | Odds  | Tid     |
| - | - | --------------- | --------------------- | --------------------- | ---------- | ----- | ------- |
| 1 | 4 | Etonnant        | Anthony Barrier       | Richard Westerink     | Frankrike  | 9,35  | 1.09,6  |
| 2 | 6 | Go On Boy       | Romain Derieux        | Romain Derieux        | Frankrike  | 17,25 | 1.09,7  |
| 3 | 2 | Önas Prince     | Per Nordström         | Per Nordström         | Sverige    | 4,88  | 1.09,9  |
| 4 | 3 | Stoletheshow    | Dexter Dunn           | Frode Hamre           | Sverige    | 30,53 | 1.09,9  |
| 5 | 1 | Don Fanucci Zet | Örjan Kihlström       | Daniel Redén          | Sverige    | 1,91  | 1.10,2g |
| 6 | 8 | Brother Bill    | Magnus A. Djuse       | Timo Nurmos           | Sverige    | 10,05 | 1.11,1  |
| 7 | 5 | Vernissage Grif | Alessandro Gocciadoro | Alessandro Gocciadoro | Italien    | 7,43  | 1.11,2g |
| 8 | 7 | Just Believe    | Greg Sugars           | Jess Tubbs            | Australien | 8,48  | 1.13,1g |

### Finalheat
| P      | S | Häst          | Kusk               | Tränare               | Land      | Odds  | Tid     |
| ------ | - | ------------- | ------------------ | --------------------- | --------- | ----- | ------- |
| 1      | 1 | Hohneck       | Gabriele Gelormini | Philippe Allaire      | Frankrike | 7,69  | 1.08,9  |
| 2 (DH) | 2 | San Moteur    | Björn Goop         | Björn Goop            | Sverige   | 2,38  | 1.09,1  |
| 2 (DH) | 4 | Go On Boy     | Romain Derieux     | Romain Derieux        | Frankrike | 10,18 | 1.09,1  |
| 4      | 5 | Önas Prince   | Per Nordström      | Per Nordström         | Sverige   | 15,64 | 1.09,2  |
| 5      | 3 | Etonnant      | Anthony Barrier    | Richard Westerink     | Frankrike | 3,26  | 1.09,3g |
| 6      | 6 | Vivid Wise As | Matthieu Abrivard  | Alessandro Gocciadoro | Italien   | 16,61 | 1.09,4  |
| 7      | 8 | Stoletheshow  | Dexter Dunn        | Frode Hamre           | Sverige   | 51,60 | 1.09,5  |
| 8      | 7 | Hail Mary     | Åke Svanstedt      | Daniel Redén          | Sverige   | 12,54 | 1.09,8  |